# Fátima Bernardes
Fátima Gomes Bernardes Bonemer (Río de Janeiro, 17 de septiembre de 1962) es una periodista brasileña.

## Biografía
Nació en el barrio carioca de Vaz Lobo, pero su familia se mudó al barrio de Méier. Con siete años empezó a cursar ballet, pero después optó por estudiar periodismo en la Universidad Federal de Río de Janeiro (UFRJ) para ser una crítica del ballet. Ya en 1983, empezó a trabajar en el periódico O Globo como reportera regional.
En febrero de 1987 entró en la Rede Globo de televisión tras ser aprobada en un curso de periodismo televisivo de la emisora. Meses después, pasó también a presentar el extinto RJTV 3ª edição.
En mayo de 1989, asumió la presentación del Jornal da Globo junto con Eliakim Araújo. Sin embargo, dos meses después, en julio, Eliakim dejó de presentar, siendo sustituido por William Bonner, con quién contraería matrimonio en 1990. Estuvo presentando hasta 1993, cuando asumió el programa Fantástico, con Celso Freitas y Sandra Annenberg.
Ya en abril de 1996 presentó el Jornal Hoje, donde también fue la directora del telediario. Pero en 1997, regresó a presentar el programa Fantástico, junto con Pedro Bial. Estuvo solo varias ediciones, debido a su baja por maternidad.
El 21 de octubre de 1997, dio a luz a los trilizos Vinícius, Laura y Beatriz, y poco tiempo después, en marzo de 1998, tras finalizar su baja por maternidad, se incorpora al Jornal Nacional, el telediario más importante de la Rede Globo, junto con su marido William Bonner. Aquí se destacó bastante, no solo por ser enviada especial para la Copa del Mundo (cubrió 4 copas del Mundo) o Juegos Olímpicos, sino por estar en grandes eventos, como las elecciones americanas de 2004, la visita del papa Benedicto XVI a Brasil en 2007.
Fátima Bernardes también es ganadora del premio entregado por el programa Domingão do Faustão Melhores do Ano garantizando 5 estatuillas en los años 2004, 2005, 2006, 2007 y 2012.

## Encontro com Fátima Bernardes
El 1 de diciembre de 2011, la Rede Globo anunció que Fátima Bernardes dejaría el Jornal Nacional, tras casi catorce años presentando junto con su marido William Bonner, porque quería realizar su propio sueño: presentar un programa que tuviese definido su propio formato, y que entrase en la Rede Globo en 2012. Su último Jornal Nacional fue el 5 de diciembre, donde se realizó al final del telediario un especial recordando su paso por el Jornal Nacional, así como su trayectoria como periodista. Fue sustituida por Patrícia Poeta, quien presentaba el Fantástico.

«Lo que yo puedo adelantar es que yo continuaré con funciones periodísticas. Este programa no será nada parecido con ningún otro que está en antena. Es un sueño antiguo que venía en maduración. Este año (2011), en abril, entregué un resumen de lo que quería hacer y quedé muy feliz cuando supe que el proyecto agradó. Ya estamos trabajando con un núcleo bien pequeño, pero ya a partir de la próxima semana la implementación de este programa será acelerada. Ahora, y por cuestiones estratégicas, aún no puedo contar nada sobre la estructura, escenario, localización, horario o día de la semana.»

## Vida personal
Estuvo casada con William Bonner hasta 2016. Ambos se conocieron en 1989 mientras eran compañeros presentando el Jornal da Globo. Menos de un año después, se casaron. Juntos tiene 3 hijos trillizos: Vinícius, Laura y Beatriz, todos nacidos el 21 de octubre de 1997. Como su marido, practicaban a diario deportes, y es seguidora del Vasco da Gama.

## Información Adicional
- Su matrimonio con William Bonner es muy popular en Brasil, siendo conocido como el Casal 20 (ya que muchos piensan que es un matrimonio perfecto).
- Cuando la selección brasileña de fútbol ganó el mundial de Corea y Japón de 2002, Fátima acompañó las celebraciones de los jugadores en el autobús. Los propios jugadores de la canarinha le declararon como la Musa de la Copa.
- Debido a sus populares y constantes cortes de su cabello, muy populares en Brasil, ya ha declarado varias veces que su pelo es patrimonio nacional.
- Ha ganado cinco veces el premio Melhores do Ano del programa de la Globo: Domingão do Faustão, en la categoría de Periodismo, desde 2004 hasta 2007. En 2012 nuevamente consiguió el título, curiosamente, contra los presentadores de Jornal Nacional, su sustituta Patrícia Poeta y su marido William Bonner.

## Trayectoria

### Televisión
- 1987-1989: RJTV
- 1989-1992: Jornal da Globo
- 1993-1996 y 1997: Fantástico
- 1996-1997: Jornal Hoje
- 1998-2011: Jornal Nacional
- 2012: Encontro com Fátima Bernardes [3]